# Farciot Edouart
Farciot Edouart (ASC), de son vrai nom Alexander Edouart Farciot, est un spécialiste des effets spéciaux américain né le 5 novembre 1894 à Los Angeles (Californie) et mort le 17 mars 1980 à Kenwood (Californie).

## Biographie
Farciot Edouart commence à travailler comme assistant cameraman pour RealArt Pictures, puis en 1922 il entre chez Jesse L. Lasky Feature Play Company. Chez Paramount Pictures, il se spécialise dans les effets spéciaux visuels, et devient un des pionniers de la technique de la projection arrière,,.

## Filmographie partielle
- 1939 : Pacific Express (Union Pacific) de Cecil B. DeMille
- 1940 : Docteur Cyclope (Dr. Cyclops) d'Ernest B. Schoedsack
- 1940 : Typhon (Typhoon) de Louis King
- 1941 : L'Escadrille des jeunes (I Wanted Wings) de Mitchell Leisen
- 1941 : Aloma, princesse des îles (Aloma of the South Seas) d'Alfred Santell
- 1942 : Les Naufrageurs des mers du Sud (Reap the Wild Wind) de Cecil B. DeMille
- 1943 : Pour qui sonne le glas (For Whom the Bell Tolls) de Sam Wood
- 1943 : Les Anges de miséricorde (So Proudly We Hail!) de Mark Sandrich
- 1944 : Assurance sur la mort (Double Indemnity) de Billy Wilder
- 1944 : L'Odyssée du docteur Wassell (The Story of Dr. Wassell) de Cecil B. DeMille
- 1947 : Les Conquérants d'un nouveau monde (Unconquered) de Cecil B. DeMille
- 1947 : Le Fiancé de ma fiancée (Dear Ruth) de William D. Russell
- 1949 : Samson et Dalila (Samson and Delilah) de Cecil B. DeMille
- 1950 : Boulevard du crépuscule (Sunset Boulevard) de Billy Wilder
- 1953 : L'Homme des vallées perdues (Shane) de George Stevens
- 1954 : Sabrina de Billy Wilder
- 1955 : La Main au collet (To Catch a Thief) d'Alfred Hitchcock
- 1955 : La Rose tatouée (The Rose Tattoo) de Daniel Mann
- 1956 : L'Homme qui en savait trop (The Man Who Knew Too Much) d'Alfred Hitchcock
- 1956 : Les Dix Commandements (The Ten Commandments) de Cecil B. DeMille
- 1957 : Drôle de frimousse (Funny Face) de Stanley Donen
- 1959 : Le Dernier Train de Gun Hill (Last Train From Gun Hill) de John Sturges
- 1960 : La Diablesse en collant rose (Heller in Pink Tights) de George Cukor
- 1961 : Diamants sur canapé (Breakfast at Tiffany's) de Blake Edwards
- 1961 : Milliardaire pour un jour (Pocketful of Miracles) de Frank Capra
- 1962 : L'Homme qui tua Liberty Valance (The Man Who Shot Liberty Valance) de John Ford
- 1963 : La Taverne de l'Irlandais (Donovan's Reef) de John Ford
- 1968 : Rosemary's Baby de Roman Polanski

## Distinctions

### Récompenses
- Oscars scientifiques et techniques
  - en 1938
  - en 1940
  - en 1944
  - en 1948
  - en 1956
- Oscar des meilleurs effets visuels
  - en 1942 pour L'Escadrille des jeunes
  - en 1943 pour Les Naufrageurs des mers du Sud
- Oscar d'honneur en 1939

### Nominations
- Oscar des meilleurs effets visuels
  - en 1940 pour Pacific Express
  - en 1941 pour Docteur Cyclope
  - en 1941 pour Typhon
  - en 1944 pour Les Anges de miséricorde
  - en 1945 pour L'Odyssée du docteur Wassell
  - en 1948 pour Les Conquérants d'un nouveau monde